# Patrice Lhôtellier
Patrice Lhôtellier (* 8. srpna 1966, Romilly-sur-Seine, Francie) je bývalý francouzský sportovní šermíř, který se specializoval na šerm fleretem.
Francii reprezentoval v osmdesátých a devadesátých letech. Na olympijských hrách startoval v roce 1988, 1992 a 2000 v soutěži družstev a v roce 1992 i v soutěži jednotlivců. V roce 1994 obsadil třetí místo na mistrovství Evropy. S francouzským družstvem fleretistů vybojoval na olympijských hrách 2000 zlatou olympijskou medaili a v roce 1997 a 1999 vybojoval s družstvem titul mistrů světa.